# Fondation nationale des sciences politiques
Pour les articles homonymes, voir FNSP.
Ne doit pas être confondu avec Fondation nationale pour la science.
La Fondation nationale des sciences politiques (FNSP) est une fondation de droit privé qui est propriétaire du patrimoine de l'ancienne École libre des sciences politiques et qui assure la gestion de l'Institut d'études politiques (IEP) de Paris. Elle a été fondée simultanément avec l'IEP de Paris et joue depuis plus de soixante-dix ans un rôle important dans la constitution et la diffusion de la science politique en France.
Laurence Bertrand Dorléac est élue le 10 mai 2021 à la présidence de la FNSP.

## Histoire

### Genèse et fondation (1945)
La sortie de la Seconde Guerre mondiale donne l'occasion au Gouvernement provisoire de la République française de repenser les modalités d'organisation des études administratives en France et de la sélection des hauts fonctionnaires. Une négociation s'ouvre entre le directeur de l'École libre des sciences politiques Roger Seydoux et son secrétaire général Jacques Chapsal d'une part, et le représentant du gouvernement provisoire, Michel Debré, d'autre part. Il est décidé que l’École libre serait nationalisée, transformée en Institut d'études politiques de Paris ; sur insistance de Seydoux et Chapsal, Debré et de Gaulle acceptent que les biens de l'ancienne école soient transférés à un organisme différent, une fondation, qui permette à l'Institut de gérer son patrimoine. La Fondation nationale des sciences politiques est ainsi créée par ordonnance en 1945 pour devenir propriétaire des biens de l'école fondée par Émile Boutmy.
Une convention entre l'IEP et la FNSP est signée dès le 27 octobre 1945. Le directeur de l'école, Roger Seydoux, est nommé administrateur provisoire de la fondation, et François Goguel, secrétaire général. Son premier conseil d'administration a lieu pour la première fois le 9 avril 1946.
La Fondation nationale des sciences politiques est immédiatement mise en relation avec la nouvelle École nationale d'administration. Une convention du 2 novembre 1945 assure à l'ENA que la FNSP lui loue ses locaux pour ses cours, ainsi que, si elle en exprime le besoin, un secrétariat. La FNSP est également tenue d'assurer aux énarques un accès à la bibliothèque de Sciences Po.

### Directions successives (1945-1981)
En 1954, Jean Touchard est élu secrétaire général de la FNSP. Il conserve ce poste jusqu'à sa mort en 1971. Gérard Vincent écrit que cette période « peut être qualifiée de "période Jean Touchard", car il n'est aucun des services qui n'ait été marqué par son activité ». Il propose la création d'un cycle doctoral de science politique à l'IEP de Paris, actée en 1956.

### Présidence de René Rémond (1981-2007)
Sous la présidence de René Rémond entre 1981 et 2000, une politique résolue de développement de la recherche est menée. Sont alors créés des centres de recherche en économie (l'Observatoire français des conjonctures économiques, en 1981), en histoire (le Centre d'histoire de Sciences Po, en 1984), en science politique comparée (Centre de données socio-politiques, 1985), et en sociologie (l'Observatoire sociologique du changement, 1988).

### Présidence de Jean-Claude Casanova (2007-2021)
Jean-Claude Casanova est élu président de la FNSP en 2007, à la mort de son prédécesseur.
En août 2011, à la suite de la dissolution de l'association Soutien, solidarité et actions en faveur des émigrants approuvée en délibération le 2 février 2010, l'ensemble de son actif est dévolu à la Fondation.
La mort du directeur Richard Descoings, administrateur de la FNSP, exige son remplacement au sein du conseil. Hervé Crès lui succède comme administrateur provisoire entre avril 2012 et novembre 2012 ; un autre administrateur provisoire, Jean Gaeremynck (d), occupe la fonction de novembre 2012 à mars 2013. Frédéric Mion, élu directeur de l'IEP, devient alors administrateur de la FNSP.
Jean-Claude Casanova et Frédéric Mion procèdent à une réforme des statuts de la FNSP dans le sillage de la mort de Richard Descoings afin de le moderniser et de clarifier les compétences respectives de la fondation et de l'IEP. Les statuts réformés sont publiés le 29 décembre 2015.
Olivier Duhamel démissionne le 4 janvier 2021 à la suite d'accusations d'inceste. La présidence est assurée de manière intérimaire par Louis Schweitzer. Avec la démission subséquente de Frédéric Mion de la direction de l'IEP de Paris, l'administratrice-intérimaire de la FNSP est Bénédicte Durand.

### Présidence de Laurence Bertrand Dorléac (2021-...)
Le 10 mai 2021, Laurence Bertrand Dorléac devient présidente de la FNSP.

## Statut
La Fondation nationale des sciences politiques (FNSP) est une fondation de droit privé reconnue d’utilité publique, créée par ordonnance le 9 octobre 1945 et dont le fonctionnement est précisé par le décret du 22 mai 1946. Ses statuts sont réformés par un décret du 28 décembre 1972 puis à nouveau le 29 décembre 2015.
La FNSP est dirigée par un président et par un administrateur, lequel est traditionnellement le directeur de l'IEP de Paris. La fondation a hérité du patrimoine de l'École libre des sciences politiques, et est chargée, par convention puis par décret (et, depuis 1998, par la loi), de la gestion administrative et financière de l'Institut d'études politiques de Paris. Elle permet, selon René Rémond, de « confér[er] à l'établissement une responsabilité nettement plus étendue que [ce qui est prévu] dans le droit commun » de l'enseignement supérieur français.
Son statut, sui generis, servira plus tard de modèle lors de la création de la Fondation Maison des sciences de l'homme.

### Conseil d'administration
La FNSP est administrée par un conseil d’administration comprenant vingt-cinq membres, français ou étrangers, répartis en neuf catégories :
1. Le vice-président du Conseil d’État,
2. Le président du conseil de l’Institut d’études politiques de Paris et le président du conseil d’administration de l’association des anciens élèves de l’institut,
3. Un professeur au Collège de France,
4. Trois représentants du personnel de la Fondation nationale des sciences politiques, parmi lesquels un élu issu des cadres, autres que les enseignants et les chercheurs, un élu issu des employés et le secrétaire du comité social et économique,
5. Trois représentants élus des enseignants et des chercheurs relevant, à titre permanent, de la Fondation nationale des sciences politiques, de l’Institut d’études politiques de Paris ou des unités de recherche auxquelles l’institut est partie : deux professeurs d’université et un maître de conférences, ou personnels assimilés au sens de l’article D. 719-4 du code de l’éducation ou enseignants et chercheurs de même niveau de la Fondation nationale des sciences politiques,
6. Un représentant élu des chargés d’enseignement à l’Institut d’études politiques de Paris,
7. Deux représentants élus des étudiants de l’Institut d’études politiques de Paris,
8. Un représentant des organisations syndicales de salariés et un représentant des organisations syndicales patronales,
9. Dix représentants des fondateurs appartenant au monde des universités, des affaires publiques, des activités économiques et sociales ou ayant consenti une libéralité à la Fondation nationale des sciences politiques.

Il est présidé par le président de la Fondation.
Le 11 février 2021, à la suite de la démission d'Olivier Duhamel de la présidence de la FNSP, l'économiste Julia Cagé, professeure à Sciences Po, demande la démission de l'ensemble du Conseil d'administration pour prendre acte des manquements de gouvernance.

### Présidents
- 1945–1959 : André Siegfried
- 1959–1971 : Pierre Renouvin
- 1971–1981 : François Goguel
- 1981–2007 : René Rémond
- 2007-2016 : Jean-Claude Casanova
- 2016-2021 : Olivier Duhamel
- depuis mai 2021 : Laurence Bertrand Dorléac

### Secrétaires généraux
- 1947–1954 : Jean Meynaud
- 1954–1971 : Jean Touchard
- 1971–1991 : Serge Hurtig

La fonction est supprimée en 1991 ; Serge Hurtig devient alors directeur scientifique de la Fondation.

### Administrateurs
L'article 26 des statuts de la FNSP dispose que « le ministre chargé de l'enseignement supérieur désigne l'administrateur de la fondation, pour une durée de cinq ans, sur proposition du conseil d'administration, dans les conditions fixées aux deux alinéas suivants. L'administrateur de la fondation peut également exercer les fonctions de directeur de l'Institut d'études politiques de Paris. » 
Depuis 1947, l'administrateur a toujours été le directeur de l'Institut d'études politiques de Paris.
- 1945–1947 : Roger Seydoux
- 1947–1979 : Jacques Chapsal
- 1979–1987 : Michel Gentot
- 1987–1996 : Alain Lancelot
- 1996–2012 : Richard Descoings, réélu en 2011 pour un quatrième mandat, qu'il n'achèvera pas pour cause de décès[14].
- mars 2013 – février 2021 : Frédéric Mion
- février 2021 -  novembre 2021 : Bénédicte Durand (d) (administratrice provisoire)
- novembre 2021 – mars 2024 : Mathias Vicherat
- mars 2024 - septembre 2024 : Jean Bassères (administrateur provisoire)
- depuis septembre 2024 : Luis  Vassy

### Organisation
L'administration de la Fondation est organisée en directions :
- La Direction des Études et de la Scolarité
- La Direction des Affaires Internationales
- La Direction Financière
- La Direction des Ressources et de l'Information Scientifique
- La Direction des Ressources Humaines
- La Direction des Affaires Juridiques, des Achats et des Marchés
- La Direction des services généraux et de l'immobilier
- La Direction Scientifique
- La Direction de la Communication
- La Direction des Systèmes d'Information
- La Direction de la Stratégie et du Développement

Participent également les directions de l'IEP de Paris.

## Missions

### Objectifs
La Fondation nationale des sciences politiques (FNSP) a pour objet de favoriser le progrès et la diffusion, en France et à l’étranger, des sciences politiques, économiques et sociales. Elle est dotée de la personnalité morale. Elle assure la gestion administrative et financière de l’Institut d’études politiques de Paris et détermine ses moyens de fonctionnement, notamment les droits de scolarité pour les diplômes propres à l’institut, ainsi que les moyens qu’il consacre à l’enseignement et à la recherche.
Elle a aussi la responsabilité de la bibliothèque, des centres de documentation, d’études et de recherche. Elle peut en outre assurer l’édition et la diffusion de publications dans les matières relevant de son objet.

### Recherche
La FNSP est un acteur majeur de la recherche en sciences humaines et sociales, regroupant plus de deux cent soixante dix chercheurs ou enseignants-chercheurs en 2024. D'elle dépendent onze centres de recherche, dont six centres sont associés au Centre national de la recherche scientifique en tant qu'unité mixte de recherche (UMR) ou unité mixte de service (UMS) :
- Le Centre de données socio-politiques de Sciences Po (CDSP), UMS,
- Le Centre d'études européennes et de politique comparée (CEE), UMR,
- Le Centre de recherches internationales (CERI), UMR,
- Le Centre d'histoire de Sciences Po (CHSP), UMS,
- Le Centre de recherches politiques de Sciences Po (CEVIPOF), UMR,
- Le Centre de recherche de l’école de droit,
- Le Centre de recherche sur les inégalités sociales (CRIS), anciennement Observatoire sociologique du changement (OSC), UMR.
- Le Centre de sociologie des organisations (CSO), UMR,
- Le Département d’économie,
- Le Médialab,
- L'Observatoire français des conjonctures économiques (OFCE)

A ces unités, s'ajoutent quatre programmes transversaux :
- Le Laboratoire interdisciplinaire d'évaluation des politiques publiques (LIEPP)
- Le programme de recherche et d'enseignement sur le genre (PRESAGE)
- L'Axpo observatory of market society polarization
- Le programme Cities are back in town

### Bibliothèque
La Fondation nationale des sciences politiques est propriétaire de la bibliothèque de Sciences Po.

### Édition
Les Presses de Sciences Po, fondées en 1976 sous le nom de Presses de la Fondation nationale des sciences politiques, sont l'un des principaux éditeurs français en sciences humaines et sociales. Les ouvrages et revues des Presses de Sciences Po sont notamment vendus par la Librairie des sciences politiques, située au n°187 du boulevard Saint-Germain.

### Activités de conseil
En mai 2005, la FNSP a ajouté à ses quatre missions historiques les activités de conseil en lançant Sciences Po Développement, une société par actions simplifiée dont elle est l'unique actionnaire. La société, qui a commencé ses activités en septembre 2005, collabore avec les centres de recherche et les chaires de la Fondation.

### Liens avec d'autres IEP
La fondation est représentée au conseil d'administration des dix autres instituts d'études politiques en France. Certains postes de ces établissements sont financés par la fondation car les Instituts d'études politiques ont pour mission « de développer, notamment en relation avec […] la Fondation nationale des sciences politiques [...] la recherche en sciences politiques et administrative. »
Par ailleurs, deux IEP accueillent des chercheurs de la FNSP dans leurs centres de recherche :
- l'IEP de Bordeaux, avec Les Afriques dans le Monde (LAM) et SPIRIT (Science politique Relations internationales Territoire)
- l'IEP de Grenoble, avec le Centre de recherche sur le politique, l'administration, la ville et le territoire (Cerat).